# Єланецька волость
Єланецька волость — історична адміністративно-територіальна одиниця Єлизаветградського повіту Херсонської губернії.
Станом на 1886 рік складалася з 5 поселень, 5 сільської громади. Населення — 6370 осіб (3277 чоловічої статі та 3093 — жіночої), 1109 дворових господарств.
|                    | Площа, десятин | У тому числі орної, дес. |
| ------------------ | -------------- | ------------------------ |
| Сільських громад   | 18572          | 13850                    |
| Казенної власності | 4202           | 1204                     |
| Іншої власності    | 339            | 74                       |
| Загалом            | 23113          | 15128                    |

Найбільші поселення волості:
- Єланець — колишнє власницьке село при річці Гнилий Єланець за 90 верст від повітового міста, 2479 осіб, 470 дворів, православна церква, школа, земська станція, 8 лавок, базари щонеділі.
- Сербулова — колишнє власницьке село при балці Капуцині, 1568 осіб, 261 двір, молитовний будинок, школа, земська станція, 3 лавки.
- Солоне — колишнє власницьке село при балці Солоній, 1797 осіб, 310 дворів, православна церква, школа, 3 лавки.